# Titanismo

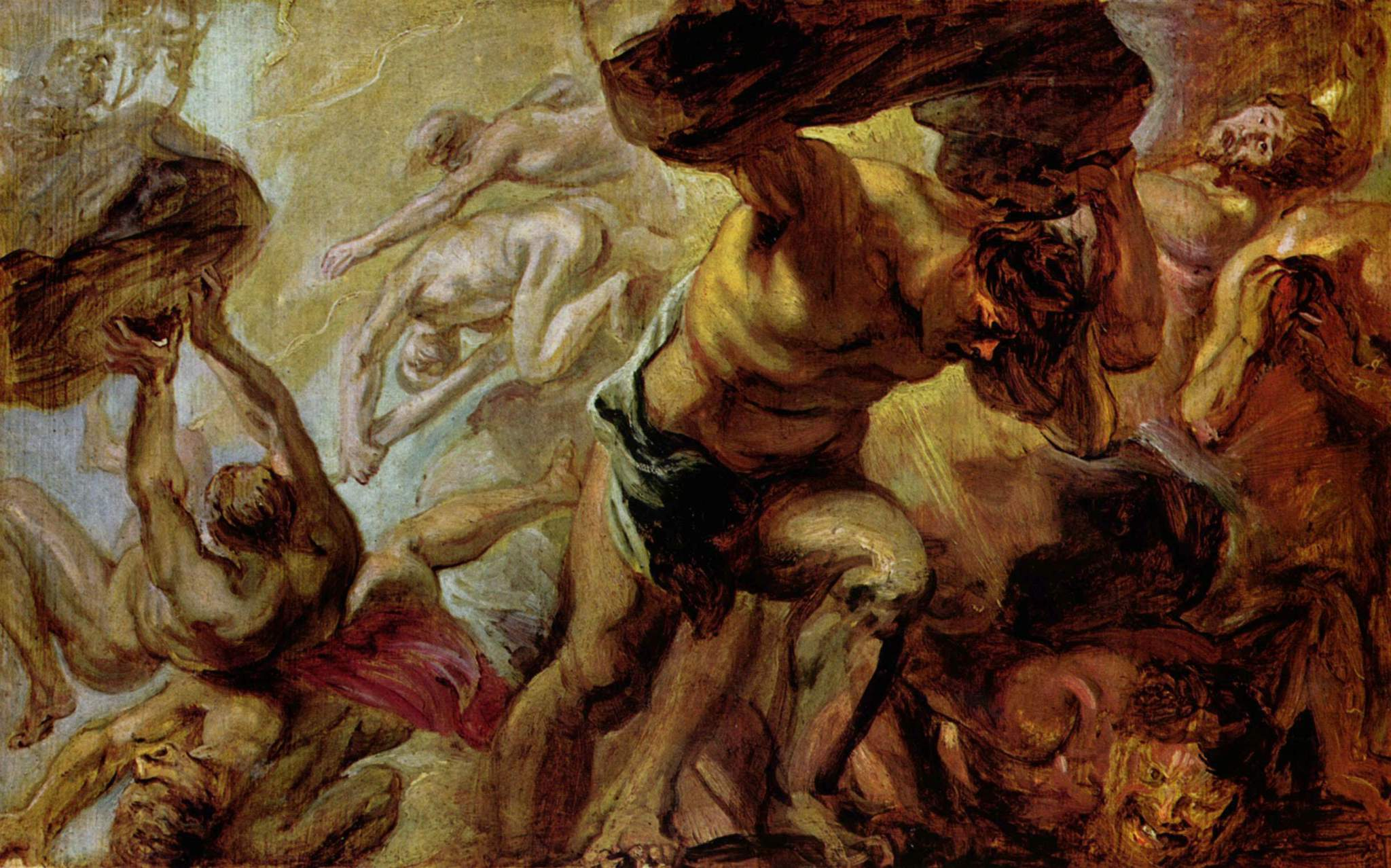
Peter Paul Rubens: la caduta dei Titani

Il termine titanismo (indicato anche con il lemma prometeismo derivato dal titano Prometeo che, con un eroico e disperato spirito di sfida, sottrasse il fuoco a Zeus per donarlo agli uomini) si riferisce ai Titani, gli dèi più antichi (prótheroi theoí), nati prima degli Olimpi e generati da Urano (Cielo) e Gaia (anche Gea, Terra), protagonisti dell'episodio mitologico della ribellione al prepotere di Zeus e degli altri dei dell'Olimpo. Nella Titanomachia di Esiodo si narra lo svolgersi di questa lotta per la conquista del potere che si concluderà con la sconfitta dei Titani che saranno sprofondati nel Tartaro.

## Filosofia e letteratura
Il titanismo è quindi collegato all'atteggiamento spirituale e materiale della rivolta dell'uomo, che sfida forze a lui superiori e che porta fino in fondo la sua lotta, anche quando è cosciente che solo la sconfitta lo attende. Il titano è l'eroe che non rinuncia a combattere, pur prevedendo la sua sconfitta, la stessa finitezza del mondo o quelle forze superiori, come il destino, la volontà divina, le forze naturali, la tirannia, che lo incatenano impedendogli il libero esercizio della sua volontà.

### Sturm und Drang
Nell'ambito filosofico e letterario il titanismo nasce in Germania nell'ambito del movimento dello Sturm und Drang (1770) che, in polemica con l'intellettualismo illuministico, proclama la riscossa dell'irrazionalismo contrapponendo alla ragione il sentimento, la fede, l'intuito, la spontaneità e la sfrenatezza. In opposizione alla proclamata libertà della ragione illuminista si esalta la liberazione di tutte le facoltà umane, da raggiungere attraverso il potenziamento dei bisogni dell'uomo, in modo da soddisfare la sua sete di possesso e dominio.
Si idealizza l'uomo di fede (il santo, il profeta), il genio artistico, come espressione di una libera e spontanea creatività, svincolato da ogni regola e norma morale, e l'uomo di natura: il superuomo, il titano che trova piena espressione nel Prometheus , ne I dolori del giovane Werther, nell'Urfaust di Goethe.  Raffigurazioni questi di un'umanità che aspira a raggiungere impossibili mete vietate ma convinti, come i personaggi rinascimentali, che la bellezza e l'armonia del cosmo vivano nella loro interiorità.

### Romanticismo
Il titanismo è una caratteristica letteraria inequivocabile del Romanticismo che lo collega alla teorizzazione filosofica dell'assoluto, l'infinito immanente alla realtà (spesso coincidente con la natura) che provoca nell'uomo una perenne e struggente tensione verso l'immenso, l'illimitato: 
Due atteggiamenti spirituali contrapposti dunque nel poeta romantico: 
- l'insofferenza verso il finito, con una ribellione vana e senza sbocco, poiché l'uomo non può vivere che nel finito, che si trasfigura nell'opera letteraria con una sorta di compiacimento del dolore, con la nostalgia di una serenità perduta, con il senso del notturno (come ad esempio in Giacomo Leopardi),
- oppure un senso di ironia, un'accettazione distaccata della finitezza in quanto sarà sempre superata e sostituita dall'infinito: in questo caso l'unica chiave di salvezza rimane per l'uomo l'accettazione della sconfitta e il rifugio nella provvidenza divina (come ad esempio in Alessandro Manzoni).